# Плоске (округ Ревуца)
Плоске (словац. Ploské) — село, громада в окрузі Ревуца, Банськобистрицький край, Словаччина. Населення — 68 осіб (на 31 грудня 2017 р.). 
Вперше згадується в 1413 році.

## Населення
| Рік:            | 1994. | 2004.    | 2014.    | 2024.   |
| --------------- | ----- | -------- | -------- | ------- |
| Кількість осіб: | 96    | 83       | 72       | 75      |
| Різниця:        |       | -13,54 % | -13,25 % | +4,16 % |

| Рік:            | 2023. | 2024.   |
| --------------- | ----- | ------- |
| Кількість осіб: | 73    | 75      |
| Різниця:        |       | +2,73 % |